# 140年代
| 千纪： | 1千纪                                                                                  |
| 世纪： | 1世纪 \| 2世纪 \| 3世纪                                                                |
| 年代： | 110年代 \| 120年代 \| 130年代 \| 140年代 \| 150年代 \| 160年代 \| 170年代              |
| 年份： | 140年 \| 141年 \| 142年 \| 143年 \| 144年 \| 145年 \| 146年 \| 147年 \| 148年 \| 149年 |

## 大事记
- 东汉梁冀专权，杀害汉质帝，拥立汉桓帝
- 罗马帝国安敦宁·毕尤的治世

## 出生
- 程昱（141年出生）
- 董卓（141年出生）
- 黃琬（141年出生）
- 刘表（142年出生）
- 羊續（142年出生）
- 楊彪（142年出生）
- 汉冲帝（143年出生）
- 华佗（145年出生）
- 贾诩（147年出生）

## 逝世
- 梁商（141年去世）
- 汉顺帝（144年去世）
- 汉冲帝（145年去世）
- 汉质帝（146年去世）
- 劉蒜（147年去世）
- 李固（147年去世）
- 杜喬（147年去世）